# آیدان هینی
آیدان هینی (انگلیسی: Aidan Heaney؛ زادهٔ ۹ اوت ۱۹۶۹) بازیکن فوتبال اهل بریتانیا است.
از باشگاه‌هایی که در آن بازی کرده‌است می‌توان به نیوانگلند رولوشن اشاره کرد.